# Willy Voss

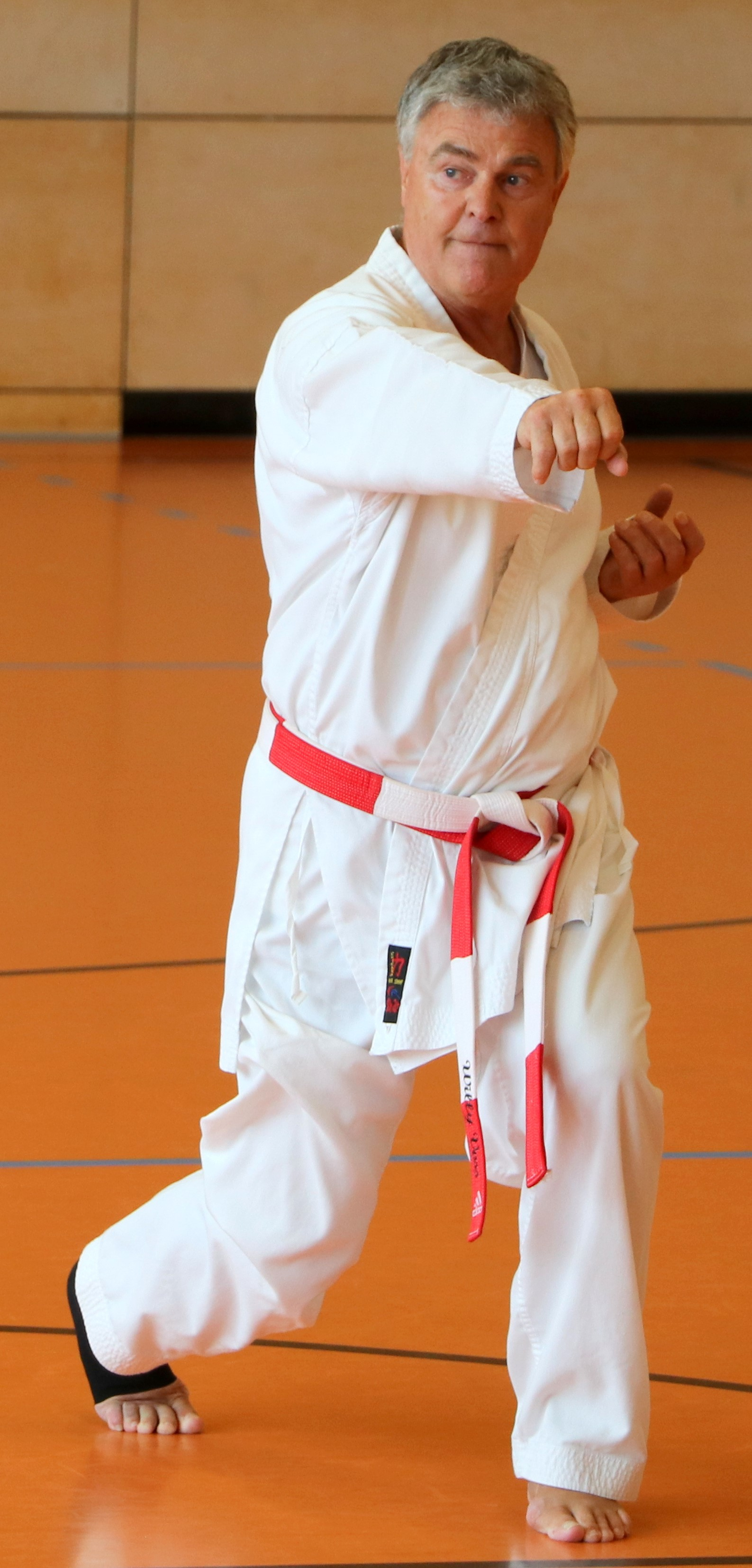
Willy Voss (2019)

Willy Voss (* 15. Oktober 1952 in Freiburg) ist ein deutscher Shōtōkan-Karateka (7. Dan). 1977 wurde er in Paris Europameister und in Tokio Vize-Weltmeister.

## Leben
Voss begann 1966 im Alter von 14 Jahren im Karate Dojo Freiburg 2, später umbenannt in Budo-Schule Freiburg, mit dem Karatesport.
Bei den Deutschen Meisterschaften 1971 in Oberhausen, es gab noch keine Gewichtsklassen, belegte er den 3. Platz. Daraufhin wurde er in die Nationalmannschaft unter Bernhard Götz berufen und war bis 1978 unter den Nationaltrainern Gilbert Gruss, Wolfgang Ziebart, Hideo Ochi und Horst Handel Nationalmannschaftsmitglied. 1978 beendet Voss seine internationale und 1980 seine nationale Kumite-Laufbahn. Nach Abschluss des Fachabiturs studierte er in Bremen Betriebs- und Volkswirtschaft und war in Bremen sowie in Hamburg als Karatetrainer tätig. Im März 2011 gründete er eine Karate-Abteilung beim TSV Kirchlinteln.
Im Juni 2013 zieht Voss zurück in seine Heimatstadt Freiburg und gründet dort einen neuen Karate Verein, Bujutsu Karate Freiburg e.V.

## Erfolge bei Meisterschaften
In den Jahren 1973 und 1975 wurde er Deutscher Meister im Leichtgewicht bis 68 kg und in der Allkategorie.
Insgesamt war er acht Mal Deutscher Meister und belegte mehrmals zweite und dritte Plätze bei Deutschen Meisterschaften.
Bei Karate-Europameisterschaften belegte er vier Mal den dritten Platz mit der Nationalmannschaft und erkämpfte sich im Einzel 1973 in Valencia die Bronze-Medaille in der Allkategorie, 1975 in Ostende die Silbermedaille im Leichtgewicht -68 kg, 1977 in Paris die Goldmedaille im Weltergewicht -70 kg, und bei den Weltmeisterschaften in Tokio die Silbermedaille mit der Nationalmannschaft.
Seine Schüler gewannen mehrfach die deutschen Jugend Einzel- und Mannschaftsmeisterschaften (1970, 71, 73), Hans Messmer wurde 1975 Junioren-Europameister und Deutscher Meister der Leistungsklasse/Senioren im Mittelgewicht, Wolfgang Becker Junioren-Vize-Europameister.
Beim Länderkampf 1975 gegen die USA in Rüsselsheim stellte Voss mit seinen Schülern Messmer und Becker die halbe Karate-Nationalmannschaft.

### Deutsche Meisterschaften
- 1969: 5. Platz Meisterschaft Senioren Einzel ohne Gewichtsklassen Karlsruhe
- 1970: 7. Platz Deutsche Meisterschaft Senioren Einzel ohne Gewichtsklassen Bremerhaven
- 1970: 3. Platz Deutsche Meisterschaft Jugend Einzel ohne Gewichtsklassen Freiburg
- 1970: 1. Platz Deutsche Meisterschaft Jugend Mannschaft ohne Gewichtsklassen Freiburg
- 1971: 3. Platz Deutsche Meisterschaft Senioren Einzel ohne Gewichtsklassen Oberhausen
- 1972: 3. Platz Deutsche Senioren Meisterschaft Einzel - 68 kg, DKB u. DJB Fürth
- 1973: 1. Platz Deutsche Meisterschaft Senioren Einzel - 68 kg Saarbrücken
- 1973: 1. Platz Deutsche Meisterschaft Senioren Einzel Allkategorie Saarbrücken
- 1973: 3. Platz Deutsche Meisterschaft Senioren Mannschaft ohne Gewichtsklassen Hamburg
- 1973: 1. Platz Internationale D S Meisterschaft Einzel -68 kg Kaiserslautern
- 1973: 5. Platz Internationale D S Meisterschaft Einzel Allkategorie Kaiserslautern
- 1974: 1. Platz Deutsche Meisterschaft Senioren Einzel - 68 kg Pforzheim
- 1974: 3. Platz Deutsche Senioren Meisterschaft Mannschaft ohne Gewichtsklassen Berlin
- 1974: 3. Platz Internationale D S Meisterschaft Einzel -68 kg Rüsselsheim
- 1974: 2. Platz Internationale D S Meisterschaft Einzel Allkategorie Rüsselsheim
- 1975: 1. Platz Deutsche Meisterschaft Senioren Einzel - 68 kg Koblenz
- 1975: 1. Platz Deutsche Meisterschaft Senioren Einzel Allkategorie Koblenz
- 1975: 2. Platz Intern. Deutsche Meisterschaft Mannschaft ohne Gewichtsklassen Dillingen
- 1975: 3. Platz Deutsche Senioren Meisterschaft Mannschaft ohne Gewichtsklassen
- 1976: 1 Jahr Pause
- 1977: Qualifik. Baden-Württ. Karate Meisterschaft Einzel -70 kg Weinheim
- 1977: 1. Platz Deutsche Senioren Meisterschaft Einzel - 70 kg
- 1977: 2. Platz Deutsche Senioren Meisterschaft Mannschaft
- 1978. 3. Platz Deutsche Senioren Meisterschaft Mannschaft
- 1979: 3. Platz Intern. D Sen. Meisterschaft Einzel - 78 kg Königstein
- 1979: 3. Platz Intern. D Sen. Meisterschaft Mannschaft Rüsselsheim

### Europameisterschaften
- 1973: 3. Platz Europa-Meisterschaft Senioren Einzel Allkategorie, Valencia
- 1973: 3. Platz Europa-Meisterschaft Senioren Mannschaft ohne Gewichtsklassen Valencia
- 1974: 5. Platz Europa-Meisterschaft Senioren Einzel -68 kg, London
- 1974: 3. Platz Europa-Meisterschaft Senioren Mannschaft ohne Gewichtsklassen London
- 1975: 2. Platz Europa-Meisterschaft Senioren Einzel -68 kg, Ostende
- 1975: 5. Platz Europa-Meisterschaft Senioren Einzel Allkategorie, Ostende
- 1975: 3. Platz Europa-Meisterschaft Senioren Mannschaft ohne Gewichtsklassen Ostende
- 1977: 1. Platz Europa-Meisterschaft Senioren Einzel - 70 kg, Paris
- 1977: 5. Platz Europa-Meisterschaft Senioren Einzel Allkategorie, Paris
- 1977: 3. Platz Europa-Meisterschaft Senioren Mannschaft, Paris

### Weltmeisterschaften
- 1977: Vize-Weltmeister Mannschaft - Tokio

### Länderkämpfe
- 1973 3 Länderkampf Deutschland, Frankreich und Belgien Neunkirchen
- 1973 3-Länderkampf Deutschland, Schottland und Belgien Glasgow
- 1974 Länderkampf Deutschland England, London
- 1975 Länderkampf Deutschland Holland und Schweiz DenHaag
- 1975 3-Länderkampf Deutschland England und Iran Berlin
- 1975 Länderkampf Deutschland Iran  Persien/Iran
- 1975 Länderkampf Deutschland USA Rüsselsheim
- 1978 Länderkampf Deutschland Frankreich Metz